# Odontosoria reyesii
Odontosoria reyesii là một loài dương xỉ trong họ Lindsaeaceae. Loài này được Caluff mô tả khoa học đầu tiên năm 2006.